# Kõinastu laid
Kõinastu laid är en ö i Estland.   Den ligger i landskapet Saaremaa (Ösel), i den västra delen av landet, 130 km sydväst om huvudstaden Tallinn. Arean är 2,9 kvadratkilometer.
Terrängen på Kõinastu Laid är mycket platt. Öns högsta punkt är 14 meter över havet. Den sträcker sig 2,3 kilometer i nord-sydlig riktning, och 2,0 kilometer i öst-västlig riktning.  Omgivningarna runt Kõinastu Laid är en mosaik av jordbruksmark och naturlig växtlighet.